# Bébé persécute sa bonne
Pour plus de détails, voir Fiche technique et Distribution.
Bébé persécute sa bonne est un film muet français réalisé par Louis Feuillade et sorti en 1912.

## Fiche technique
- Réalisation et scénario : Louis Feuillade
- Société de production : Société des Établissements L. Gaumont
- Pays : France
- Format : Muet - Noir et blanc - 1,33:1 - 35 mm
- Métrage : 163 m
- Genre : Comédie
- Durée : 5 minutes 30
- Dates de sortie : 
  - France : 1er mars 1912

## Distribution
- René Dary : Bébé
- Renée Carl : la mère
- René Navarre : Anatole
- Jeanne Saint-Bonnet : Julie, la bonne
- Paul Manson : le père